# Цяо Ши
Ця́о Ши (кит. 乔石; 24 декабря 1924, Шанхай — 14 июня 2015, Пекин) — китайский партийный и государственный деятель, один из руководителей КПК и КНР в 1980—1990-х годах. В 1987—1997 член Постоянного комитета Политбюро ЦК КПК, с 1993 по 1998 председатель Постоянного комитета ВСНП. Считался третьей по значению фигурой в китайской политической иерархии. С 1985 года член Политбюро и Секретариата ЦК КПК 12 созыва. Руководил политико-юридической и дисциплинарной комиссиями ЦК КПК.
Подвергался преследованиям во время Культурной революции. Участвовал в реформах Дэн Сяопина. Проявлял жёсткость к политической оппозиции, но настаивал на соблюдении законности, выступал против единоличного правления. После отставки принадлежал к группе «старейшин КПК», сохранял политическое влияние.

## Учёба и подполье. Начало в аппарате КПК
Родился в семье, имевшей родственные связи с Чан Кайши. При рождении получил имя Цзян Чжитун. Окончил шанхайский Университет Тунцзи. С юности примкнул к марксистской оппозиции, состоял в подпольной студенческой организации, с августа 1940 — член Коммунистической партии Китая. Сменил имя на Цяо Ши.
После провозглашения в 1949 Китайской Народной Республики Цяо Ши был функционером китайского комсомола. В 1954—1962 — на металлургическом заводе в Аньшане. С 1963 — в аппарате международных связей КПК. Придерживался идеологии маоизма, был сторонником Мао Цзэдуна.
Во время Культурной революции Цяо Ши и члены его семьи подверглись преследованиям из-за родства с Чан Кайши. Некоторое время Цяо Ши провёл в заключении.

## В партийно-государственном руководстве
После завершения периода массовых репрессий, смерти Мао Цзэдуна и разоблачения Банды четырёх, Цяо Ши вернулся в аппарат ЦК КПК. В 1983—1984 руководил Канцелярией ЦК.
В 1984—1985 годах заведующий организационным отделом ЦК КПК (один из ключевых в партийной управленческой системе).
В 1985 году, после крупного скандала с провалом китайской агентуры в США, был переведён в систему партийного курирования госбезопасности и разведки. Тогда же Цяо Ши возглавил Политико-юридическую комиссию ЦК КПК, осуществляющую партийное руководство правоохранительными органами, спецслужбами и юстицией. Секретарём комиссии он оставался до приостановки её деятельности в 1988 и после восстановления в 1990 до 1992.
С 1986 по 1988 — заместитель премьера Госсовета КНР. В 1987—1997 он был членом высшего органа партийной власти — Постоянного комитета Политбюро ЦК КПК, с 1987 по 1992 возглавлял Центральную комиссию КПК по проверке дисциплины (орган партийного контроля). В 1993—1998 — председатель Постоянного комитета Всекитайского собрания народных представителей. К концу 1990-х Цяо Ши считался третьей фигурой в китайской партийно-государственной иерархии, после генерального секретаря ЦК КПК Цзян Цзэминя и премьера Госсовета КНР Ли Пэна.
В этот период Цяо Ши приобрёл репутацию реформаторски настроенного деятеля, сторонника правового порядка (в понимании КПК), неукоснительного соблюдения законов, недопущения эксцессов единоличного правления.

## Июнь 1989 — в подавлении Тяньаньмэнь
Неоднозначной была роль Цяо Ши во время событий 1989 на площади Тяньаньмэнь. Западные наблюдатели отмечали, что он не был сторонником ни силового разгона студенческих манифестаций (как Ли Пэн), ни компромисса с движением (как Чжао Цзыян), а занимал «промежуточную позицию». С другой стороны, в некоторых российских СМИ Цяо Ши характеризовался как «партийный куратор карательных органов», организовавший военное подавление протестов.
Как член Постоянного комитета Политбюро ЦК и глава партийной дисциплинарной комиссии, Цяо Ши принадлежал к кругу лиц, принимавших и реализовывавших силовое решение. Наиболее вероятно, что Цяо Ши выступал за блокирование площади и её изоляцию до самоисчерпания протестов. Опережающее применение вооружённой силы он поначалу полагал нежелательным. Однако в итоге он полностью принял жёсткую позицию Дэн Сяопина и партийных консерваторов, поддержав применение армии против демонстрантов.
После событий 3-4 июня 1989 года политическая карьера Цяо Ши продолжала развиваться. Наряду с Ли Пэном, он оставался членом высшего руководства КПК и КНР ещё почти десятилетие (тогда как сочувствовавший студентам Чжао Цзыян кончил жизнь под домашним арестом).

## Политический курс. Разногласия с генеральным секретарём
Цяо Ши выступал активным проводником китайских реформ. Наблюдатели отмечали сложности в его отношениях с Цзян Цзэминем. В политике генерального секретаря Цяо Ши усматривал стремление к единоличному правлению. Сам он настаивал на коллегиальном осуществлении власти, строгом соблюдении законности, демонстрировал умеренную, антирепрессивную позицию. В частности, он заявлял, что движение Фалуньгун имеет множество полезных для китайского народа сторон и не приносит никакого вреда.

Спустя месяц после кончины Дэна, немецкая финансовая газета Handelsblatt интервьюировала Цао (Цяо Ши). Цзэн Цинхун поспешил представить перевод интервью Цзяну и загадочно сказал, «кроме обычных тем, связанных с правовой системой и съездом Партии, товарищ Цао Ши подчеркнул еще одну вещь». Он нарочито сделал паузу, продолжая только после того, как заметил нарастающее беспокойство Цзяна. «Он сказал, что его главной задачей является борьба с членами Левой партии».

«Борьба с членами Левой партии?» — нервно спросил Цзян. Он не мог не помнить того времени, когда он чуть не лишился должности во время путешествия Дэна Сяопина по южному Китаю. Когда Цао интервьюировали 9 марта 1995 г. на государственном телевидении Китая, он сказал, что рыночная экономика зависит от правовой системы, и что процесс экономического законодательства будет приоритетом над другими формами законодательств, этот процесс будет завершен не позднее одного года.

Во главе Политико-юридической комиссии ЦК, восстановленной после тяньаньмэньских событий, Цяо Ши проводил сдержанный курс. Западные аналитики ожидали от Цяо Ши активных действий в направлении либерализации.
Эти расчёты оказались неосновательными. Принципиальных разногласий с партийными консерваторами Цяо Ши не имел. По ряду важных вопросов — например, подавлению тибетского движения за независимость — он занимал весьма жёсткие позиции. Его роль в репрессиях против тибетцев привела к тому, что в 2013 испанский Национальный суд выдал ордера на арест Цяо Ши по обвинению в терроре и геноциде — наряду с Цзян Цзэминем, Ли Пэном, Ху Цзиньтао и ещё несколькими китайскими политиками. Существовавшие же противоречия разрешались в пользу более влиятельного Цзян Цзэминя.
В 1992 Цяо Ши оставил руководство политико-юридической и дисциплинарной комиссиями. По ряду оценок, переход с партийных должностей на председательство в ВСНП являлся номенклатурным понижением, отразившим недовольство Цзян Цзэминя.

## Во внешней политике
На посту председателя Постоянного комитета ВСНП Цяо Ши уделял большое внимание международным связям КНР, в том числе отношениям со странами СНГ, прежде всего Россией и Украиной. Весной 1996 во главе китайской парламентской делегации он посетил Россию, побывал в Москве и Санкт-Петербурге. Встречался с президентом Ельциным, премьер-министром Черномырдиным, председателем Совета Федерации Строевым, председателем Госдумы Селезнёвым.
Цяо Ши выступал также за развитие китайско-украинских отношений, заявляя, что Украина и Китай могут выходить на прямые связи, обходясь без посредников.
В целом внешнеполитические установки Цяо Ши были ориентированы на создание условий для обеспечения экономического подъёма КНР, внутренней стабильности и противодействие геополитическим противникам Пекина в Азиатско-Тихоокеанском регионе.

## После отставки. «Старейшина КПК»
В 1998 Цяо Ши ушёл в отставку (одновременно с Ли Пэном). Формальной причиной являлся преклонный возраст. Реально отход Цяо Ши от дел соответствовал интересам Цзян Цзэминя (который лишь на два года моложе Цяо Ши).
После отставки Цяо Ши сохранил заметное политическое влияние. Его закулисная роль возросла после 2002, когда Ху Цзиньтао сменил Цзян Цзэминя на посту генерального секретаря ЦК КПК. Цяо Ши считался влиятельным сторонником Ху Цзиньтао и Вэнь Цзябао.
Цяо Ши являлся одним из «старейшин КПК», обладающих правом совещательного голоса в партийных и государственных решениях. Выступления Цяо Ши, в частности публикация книги его речей, становились политическими событиями. Считается, что Цяо Ши сыграл роль в отстранении от власти, аресте и осуждении Чжоу Юнкана и Бо Силая, представлявших ортодоксально-маоистское крыло партийной элиты.

## Кончина
Цяо Ши скончался в столице КНР на 91 году жизни. Некролог Цяо Ши был опубликован Синьхуа 14 июня 2015 от имени ЦК КПК, Госсовета КНР и Постоянного комитета ВСНП.